# Z-Boys
Das Zephyr Competition Team, meist Z-Boys genannt, war eine Gruppe von Surfern/Wellenreitern und Skateboardern in den 1970er Jahren, die die Skateboardszene maßgeblich beeinflusst hat. Ihre Mitglieder stammten aus Dogtown, einem für seine hohe Kriminalitätsrate bekannten Viertel von Santa Monica, Kalifornien.

## Geschichte

### Entstehung
1972 schlossen sich die Surfbrettkonstrukteure Jeff Ho und Skip Engblom mit dem Fotografen und Künstler Craig Stecyk zusammen, um in Venice ein Surfgeschäft zu eröffnen, das als Ziel hatte, ausgefallene maßgeschneiderte Surfbretter zu produzieren. Sie wählten dafür eine Straßenecke in der Mitte von Dogtown (Kreuzung Bay Street und Main Street, heute Horizons West Surfboard, der Shop des ehemaligen Zephyr-Mitglieds Nathan Pratt) und nannten das Geschäft Jeff Ho and Zephyr Surf Productions. Ihre Werke galten als exklusiv und beschrieben ein gewisses Outsider-Image, das Surfer zu dieser Zeit hatten. Kurze Zeit darauf gründeten sie das Zephyr Surf Team, das aus den besten Surfern der Gegend bestand, die täglich in der heruntergekommenen Bucht von Venice Beach namens Pacific Ocean Park Pier surften. Die Bedingungen an jenem Ort waren lebensgefährlich, da sich überall über das Gelände verstreut noch viele Reste des Pacific Ocean Parks befanden, einem Vergnügungspark, der Ende der 60er Jahre schließen musste und seither langsam in sich zusammenbrach. Das Zephyr Team galt als ein sehr angesehener Verband und war auch bekannt für seine harten Beitrittsbedingungen. Zu dieser Zeit fanden sich immer mehr Jugendliche im Zephyr Shop ein, die ihre Zeit dort meist wegen miserablen Verhältnissen zu Hause verbrachten. Ein paar davon waren Tony Alva, Stacy Peralta, Jay Adams, Wentzle Ruml, Peggy Oki und Shogo Kubo.
Die Gruppe war schnell begeistert von den Demonstrationen des Zephyr Surf Teams und jeder wollte umgehend Mitglied werden. Dies erforderte jedoch vorerst spezielle „Dienste“ im Pacific Ocean Park Pier, wo das Team surfte. Um fremde Surfer von dem Ort fernzuhalten war ein aggressives Auftreten an der Tagesordnung um den „Cove“ surfen zu dürfen. Skip Engblom kümmerte sich um die Kinder. Vor allem die Integration eines neuen Materials (Polyurethane) in die Konstruktion von Skateboardrädern inspirierte ihn, den Skateboard-Sport wiederzuentdecken. Da alle jedoch ursprünglich Surfer waren, versuchten sie vorwiegend Surfstile (insbesondere den des hawaiischen Surfers Larry Bertleman) auf die Straße zu übertragen. Durch die große Dürre in Kalifornien zu der Zeit experimentierten sie beispielsweise mit leeren Schwimmbecken als Fahrunterlage und erfanden damit einen Trend (Halfpipe, Quarterpipe), der noch bis heute in vielen Variationen anhält.

### Entdeckung
Das sogenannte Pool Riding war also eine Disziplin, die vorerst nur dem Zephyr Skate Team vorbehalten war, da niemand sonst davon wusste. Dies wirkte sich auch auf ihr Auftreten bei den Bahne-Cadillac Skateboard Championships 1975 in Del Mar aus. Der von ihnen in der Freestyle-Disziplin vorgestellte Stil entsprach nicht den zu der Zeit üblichen Normen und sorgte damit für Aufregung. Darüber hinaus war ihr Auftreten unter Leitung von Skip Engblom mehr mit dem einer Straßengang zu vergleichen, daher gab es seitens der anderen Teilnehmer und auch Juroren wenig Sympathie. Dennoch belegte Jay Adams den dritten Platz bei den Herren und Peggy Oki gewann bei den Damen.
Ihre Demonstrationen beeinflussten die Szene und wuchs sehr schnell in ihrer Popularität. Auch die Industrie wurde bald auf das Zephyr Team aufmerksam und verhalf Mitgliedern wie Tony Alva, Stacy Peralta, Wentzle Ruml und Jay Adams zu großer Popularität und auch Karrieren. Tony Alva war der kommerziell erfolgreichste der Gruppe, er war der erste Skateboard-Weltmeister überhaupt, gründete im Alter von 19 Jahren seine eigene Skateboard-Firma Alva Skateboards und brachte damit einen Teil des wachsenden Dogtown Mythos' an den Markt. Stacy Peralta hatte ebenfalls eine große Karriere und etablierte sich vor allem im Entwicklungssektor des Sports (Warptail-Konstruktion), heute produziert er vorwiegend Skateboardfilme. Jim Muir gründete Dogtown Skateboards, Skip Engblom Santa Monica Airlines Skateboards und beide sind heute noch erfolgreich damit.

### Auflösung
1976 waren die meisten Mitglieder bereits bei anderen Teams unter Vertrag, daher reduzierte sich die Zahl der gemeinsamen Treffen rapide. Auch der Zephyr Shop musste wegen finanziellen Problemen schließen. Die letzten Begegnungen des Zephyr Teams fanden im leeren Schwimmbecken auf einem Anwesen in Santa Monica statt. Der Sohn des Besitzers litt an Krebs, war ein begeisterter Skateboard-Fan und konnte seinen Vater dazu überreden, das Team im Becken skaten zu lassen. Zu diesem Zeitpunkt waren nahezu alle ursprünglichen Teammitglieder bereits etablierte Skateboarder mit hohem Bekanntheitsgrad und die gemeinsamen Treffen fanden nicht unter Aufsicht oder Genehmigung der jeweiligen offiziellen Sponsoren statt. Lediglich Glen Friedman und Craig Stecyk hatten Zugang zum Gelände, um die Manöver zu dokumentieren. Dieser Pool erhielt durch die ständige Anwesenheit von den Hunden des Eigentümers den Namen Dogbowl.

## Einfluss
Die Z-Boys beeinflussten den Skateboardsport mit ihrem Underdog-Image maßgeblich. Der damalige Swimmingpool wurde im Laufe der Zeit mit der Half Pipe ersetzt, die heute die Grundlage für Wettbewerbe darstellt. Craig Stecyk, der später mit seinen Bildern für diverse Artikel das Bild des Teams in einer gänzlich neuen Weise präsentierte, formte damit den Grundstein der Skateboarder-Subkultur, wie sie auch noch heute in entwickelter Form existiert. Seine Artikel über Dogtown verhalfen dem Skateboarder Magazine zu sehr hohen Absatzzahlen, die zu Höchstzeiten sogar andere erfolgreiche Magazine übertrafen. Unter Mithilfe von Stacy Peralta wurde auch die heutige Sportsgröße Tony Hawk bekannt und mit ihm filmte Peralta 1987 The Search for Animal Chin, der unter Skateboardern als Kultfilm gehandelt wird. Der Mythos um das Zephyr Team wird auch in dem 2001 erschienenen Film Dogtown & Z-Boys dokumentiert bzw. wurde von Hollywood 2005 in dem Drama Lords of Dogtown verfilmt.

## Mitglieder
- Craig Stecyk (Fotograf)
- Jeff Ho (Shaper)
- Skip Engblom (Teamleiter)
- Bob Biniak
- Shogo Kubo
- Jay Adams
- Stacy Peralta
- Peggy Oki
- Tony Alva
- Chris Cahill
- Paul Constantineau
- Allen Sarlo
- Arthur Lake
- Paul Cullen
- Wentzle Ruml
- Marty Grimes
- Jim Muir
- Nathan Pratt

## Medien
Literatur
- The Legend of the Z-Boys, Glen E Friedman, 2003, Turnaround Verlag, ISBN 0-9641916-4-4
- The Z-Boys and Skateboarding, Jameson Anderson, 2007, Graphic Library Verlag, ISBN 1-4296-0150-7
- Alles über Skateboarding, Holger von Krosigk, 2006, Tropen Verlag, ISBN 3-932170-93-8

Filme
- Dogtown & Z-Boys, von Stacy Peralta, 2001, Sony Picture Classics
- Lords of Dogtown, von Catherine Hardwicke, 2003, Columbia Pictures/Tri Star